# Il Signore degli Anelli - Gioco di battaglie strategiche
Il Signore degli Anelli - Gioco di battaglie strategiche (abbreviato SdA GBS, o semplicemente SdA), è un wargame tridimensionale fantasy, prodotto dalla casa di miniature inglese Games Workshop. È basato sul film Il Signore degli Anelli diretto da Peter Jackson, e sull'omonimo libro che lo ha ispirato, di J. R. R. Tolkien.

## Ambientazione
L'ambientazione è quella dei libri di Tolkien, si gioca quindi con le miniature degli eserciti della Terra di Mezzo con una scala di 25mm o più. A differenza degli altri giochi della Games Workshop questo usa dei profili delle unità differenti, e le regole degli eserciti si trovano sia sul manuale base sia sulle varie espansioni che escono insieme all'uscita di nuove miniature.

## Manuali
I manuali e i supplementi attualmente in uso sono:
- Manuale Base
- Ombra e Fiamma (integrato nel nuovo manuale)
- Assedio di Gondor (integrato nel nuovo manuale)
- La Battaglia dei Campi del Pelennor (integrato nel nuovo manuale)
- Percorrendo la Contea (integrato nel nuovo manuale)
- La Compagnia dell'Anello
- Le Due Torri
- Il Ritorno del Re
- Legioni della Terra di Mezzo
- La Caduta del Necromante
- Un'Ombra ad Est
- Khazad-dûm
- La Rovina di Arnor
- Gondor in fiamme
- Harad
- La Guerra dell'Anello

## Gli eserciti
Gli eserciti si dividono in bene e male e si differenziano anche a seconda delle Ere, per questo motivo non si possono inscenare battaglie tra unità di ere diverse:
Bene
- Gondor (3°Era)
- Rohan (3°Era)
- Númenor: I Fedeli (2° Era)
- Arnor (2° e 3° Era)
- Elfi dei Boschi (3°Era)
- Alti Elfi (2° e 3° Era)
- Nani (2° e 3° Era)
- Fangorn
- Hobbit (3° Era)
- La Compagnia dell'Anello (3° Era)
- Raminghi del Nord (3° Era)

Male
- Mordor (2° e 3° Era)
- Isengard (3° Era)
- Angmar (2°e 3° Era)
- Goblin di Moria (2° e 3° Era)
- Harad (3° Era)
- Rhûn e Khand (3° Era)

## Miniature
Le miniature possono rappresentare sia dei normali soldati sia i personaggi principali, in genere i box contengono soldati o macchine d'assedio, mentre ci sono altri box specifici per i personaggi principali. I soldati possono essere a piedi o a cavallo.  I normali soldati sono raffigurati in tre o quattro pose diverse per ogni tipo di arma (lancia, arco, spada, ecc.), quelli invece delle macchine d'assedio (catapulte o balestre di medio o grande taglia) hanno tutti la stessa posa, ma sono tra loro differenti a seconda del ruolo che svolgono sulla loro macchina d'assedio. I personaggi invece vengono rappresentati in molte pose diverse, per rappresentare i vari momenti della storia (Es. Aragorn della compagnia dell'anello, è diverso da quello rappresentato durante l'incoronazione a Re di Gondor), per questo motivo questi possono presentare armi e/o vestiti differenti e possono essere sia in arcione che a piedi, e in alcuni casi ci possono essere regole e profili diversi a seconda della situazione che raffigurano.

## Collezionismo
I giocatori de Il Signore degli Anelli, Gioco di Battaglie Strategiche collezionano e dipingono un esercito (o più di uno) per fazione a proprio piacimento o seguendo l'immaginario tolkieniano. Gli eserciti possono essere creati acquistando le scatole delle espansioni che oltre al libro contengono anche molti tipi di miniature diverse o comprando le miniature una per una. C'è anche chi colleziona le miniature semplicemente per passione senza essere interessato al gioco, ci sono anche miniature che vengono vendute esclusivamente per collezionismo, e che quindi sono prive di regole e profilo.